# Alcabala
La alcabala fue el impuesto más importante del Antiguo Régimen de España que gravaba el comercio y era el que más ingresos producía a la Hacienda Real, pues aunque el diezmo era aún más importante, su perceptor principal era la Iglesia, con participación del rey. La denominación se utilizaba habitualmente en plural: las alcabalas.

## Etimología del término alcabala
Según el Diccionario de la lengua española (edición 22, del año 2001), proviene del árabe hispánico alqabála. En ediciones anteriores, entre 1956 y 1991, se especificaba que el significado en idioma árabe era el contrato, el impuesto concertado con el fisco. En la edición de 1726 se aportaban dos opiniones (prefiriendo la primera): la del Padre Alcalá (cabála o cabéle... recibir, cobrar o entregar) y la de Sebastián de Covarrubias (gabál... limitar, tasar), en ambos casos con la adición del artículo Al.
En El Quijote se da un uso de la palabra que algún autor ha comparado con el concepto cábala:

Así, vemos que Cervantes se dirige al lector entendido que, como hemos dicho, está desocupado; en cierto modo, habla para el iniciado en la lectura cabalística. Sabemos por A. Safran que uno de los títulos que se aplicaban a los maestros de la cábala era el de rey. Sin duda por esta razón, al dirigirse Cervantes al lector desocupado le llama «señor de su casa» («estás en tu casa donde eres señor della») y «rey de sus alcabalas». Sabemos, por su misma etimología, que la palabra alcabala está íntimamente relacionada con la cábala. Este término procede del árabe al cábala y significa ‘tributo recibido’. El sentido de la palabra hebrea cábala es parecido: ‘don recibido’.

## Origen del impuesto
En su origen era un impuesto local, administrado por los concejos. Existen noticias de estas alcabalas locales desde el siglo XI, que posiblemente imitaban algún impuesto previamente existente en la España musulmana. Algunos autores han encontrado indicios de un origen romano y de que tal vez pudo mantenerse en época visigoda. Como tal impuesto de estricto ámbito municipal estuvo funcionando hasta que Alfonso XI obtuvo la alcabala en las Cortes de Castilla reunidas en Burgos para un período de tres años, con objeto de obtener fondos para el sitio  de Algeciras (1342-1344).
En 1349 las Cortes de Alcalá de Henares volvieron a conceder el impuesto con motivo del sitio  de Gibraltar  (1349-1350) y esta situación se fue repitiendo en diversas ocasiones y circunstancias hasta que en 1393, con motivo del reconocimiento de la mayoría de edad de Enrique III, las Cortes de Madrid, otorgaron la alcabala al rey a perpetuidad, decisión que lo convirtió en impuesto permanente y de libre disposición del rey, lo que le permitió usarlo como parte de su patrimonio, situando la deuda sobre las rentas de alcabalas, vendiéndolas o haciendo donación de ellas en favor de particulares.

## Características
Al principio consistía en un 5 % del valor de las cosas enajenadas, posteriormente elevado al 10 %, tasa teórica que no se aplicó en la mayoría de las ocasiones. La regulación del impuesto fue objeto de meticulosa normativa legal, recogida en los Cuadernos de alcabalas, como el de 1491, que acabaría siendo incorporada a la Nueva Recopilación.
De forma general, se denominaba alcabalatorio al libro en el que estaban recopiladas las leyes y ordenanzas pertenecientes al modo de cobrar y repartir las alcabalas. Se llamó también alcabalatorio a la lista o padrón que se hacía para la cobranza de este tributo.
De igual modo, en principio era un impuesto de aplicación universal, tanto por razón de las personas como de las cosas, a pesar de lo cual la corona otorgó buen número de excepciones que redujeron sensiblemente la importancia de una contribución cuya aplicación estricta habría sido imposible. 
La obligación universal de tributar, formulada en el Cuaderno de 1491, quedaba limitada en el mismo texto para el caso que el vendedor fuese: el rey, las casas de la moneda o los receptores de la bula de Cruzada. A este grupo de exentos se añadieron, por privilegio real, nuevos beneficiarios: los eclesiásticos en la venta de los bienes y productos de sus explotaciones directas; ciertos empleados de la casa real (el carnicero, el regatón del pescado, el boticario); territorios enteros (el reino de Granada, las ciudades de Fuenterrabía y Simancas); algunos conventos, como las emparedadas de Úbeda; incluso algunas personas, como Antonia García y sus descendientes, que llegaron a ser suficientemente numerosos como para que su proliferación preocupase a los representantes en Cortes.
Por razón de la bien objeto del tributo, la alcabala se cobraba tanto sobre muebles como inmuebles, y en multitud de ocasiones se insistió en exigir que la venta de estos se realizase ante escribanos de número, a los que se responsabilizó de la entrega de una copia de la escritura a los recaudadores de alcabalas. A pesar de esas precauciones, la alcabala de heredades no podía ser de gran volumen, habida cuenta de que vinculación y amortización reducían sensiblemente la oferta de tierras.
No obstante la generalidad citada, los Reyes Católicos eximieron del pago de la alcabala a los libros, mulas y aves de caza. Con posterioridad Felipe II extendió la exención a las armas y otros artículos de menor interés económico.
Por diversas razones, también escapaban de las alcabalas actos tan importantes como dotes matrimoniales, sucesiones, alquileres de casas, rentas de tierras, censos e hipotecas. En general, la clase rentista pudo percibir íntegros sus ingresos y realizar la mayor parte de su consumo sin incurrir en el pago de alcabalas.

## Cobro
La capacidad fiscal de cobrar alcabalas se transfirió por diversos procedimientos a los señoríos jurisdiccionales bajo la dinastía Trastámara, bien por compra o donación (las famosas mercedes enriqueñas de Enrique II), bien por usurpación, sobre todo durante el reinado de Enrique IV.
La dificultad del cobro hacía que la mayor parte de las veces se hiciera por encabezamiento, es decir: el rey cedía temporalmente el derecho a cobrarlas en beneficio del reino (es decir, de las Cortes), a cambio de una cantidad que a su vez las Cortes repartían entre las ciudades en ellas representadas, y éstas entre cada ciudad y pueblo del territorio que les correspondía. Las desigualdades que tal sistema causaba eran evidentes.
Por otra parte, la cantidad percibida sería una mínima parte de la teóricamente posible. Incluso las alcabalas que debían ser cobradas por el rey no fueron en la mayor parte de los casos percibidas directamente por un agente público, sino por un arrendador.

## Rebelión de las alcabalas en la Real Audiencia de Quito
El rey de España había decretado el nuevo impuesto, con el fin de recaudar fondos para armar con una flota que le permitiera defenderse de los piratas y corsarios. El pueblo rechazó dicha imposición y se levantó en armas. El presidente de la Audiencia de Quito, Barros de San Millán, tuvo que huir; finalmente, Alonso Moreno de Bellido, el líder de la revuelta, y otros compañeros, fueron ajusticiados por las autoridades españolas. Esto sucedió entre 1592-1593.

## Incrementos
A partir del siglo XVII se le fueron añadiendo los cientos, como incrementos de tipo teórico, para el pago de los servicios de millones.